# اوتکو آتش
اوتکو آتش (زادهٔ ۲ آوریل ۱۹۹۰ ) یک بازیگر اهل ترکیه است. وی فارغ التحصیل رشته سینما و تلویزیون از دانشگاه باغچه شهیر می باشد. 